# Gaia14aaa
Gaia14aaa – supernowa typu Ia odkryta w 2014 roku przez sondę kosmiczną Gaia. Była to pierwsza supernowa odkryta przez tego satelitę.
Obiekt został odkryty w galaktyce SDSS J132102.26+453223.8, odległej o 500 mln lat świetlnych. Dzięki obserwacji w widmie obiektu linii żelaza i innych pierwiastków występujących przy wybuchach supernowych oraz dzięki danym poświadczającym, że niebieska część widma jest jaśniejsza niż czerwona stwierdzono, że supernowa jest typu Ia czyli przed wybuchem był to układ podwójny, złożony z białego karła i gwiazdy od niego lżejszej.
Gaia14aaa jest położona poza centrum macierzystej galaktyki, co sugeruje, że nie jest związana z jej centralną czarną dziurą.